# NGC 72
NGC 72 је спирална галаксија у сазвежђу Андромеда која се налази на NGC листи објеката дубоког неба.
Деклинација објекта је + 30° 2' 26" а ректасцензија 0h 18m 28,4s. Привидна величина (магнитуда) објекта NGC 72 износи 13,8 а фотографска магнитуда 14,6. NGC 72 је још познат и под ознакама UGC 176, MCG 5-1-69, CGCG 499-109, ARP 113, VV 166, PGC 1204.